# Nudelman-Rikhter NR-23
Il Nudelman-Rikhter NR-23 è il primo cannone automatico sovietico postbellico, designato 261P in occidente, montato sui MiG-15Bis e vari bombardieri. Fu progettato da A.E. Nudelmann ed A.A. Richter, sostituiva il Nudelman-Suranov NS-23.